# Gotta Tell You
Gotta Tell You è il primo e unico album in studio della cantante irlandese Samantha Mumba, pubblicato nel 2000.

## Tracce
1. Gotta Tell You – 3:20
2. Body II Body – 3:57
3. Baby Come On Over – 3:03
4. Isn't It Strange – 3:29
5. Lately – 5:06
6. What's It Gonna Be – 2:58
7. Always Come Back to Your Love – 3:34
8. Lose You Again – 4:09
9. Feelin Is Right – 3:49
10. Never Meant to Be – 4:09
11. Believe in Me – 3:31
12. Til the Night Becomes the Day – 3:43